# غراهام بيرس (لاعب كرة قدم)
غراهام بيرس (بالإنجليزية: Graham Pearce)‏ هو لاعب كرة قدم نيوزلندي، ولد في 4 سبتمبر 1977 في نيوزيلندا. شارك مع منتخب نيوزيلندا لكرة القدم. أما مع النوادي، فقد لعب مع وايتاكيري يونايتد.

## روابط خارجية
- غراهام بيرس على موقع الاتحاد الدولي (مؤرشف)  (الإنجليزية)
- غراهام بيرس على موقع قاعدة بيانات كرة القدم.إي يو (الإنجليزية)
- غراهام بيرس على موقع ناشيونال فوتبول تيمز (الإنجليزية)
- غراهام بيرس على موقع عالم كرة القدم.نت (الإنجليزية)